# Aeroporto de Visby
O Aeroporto de Visby (em sueco:  Visby flygplats e em inglês:  Visby Airport; código IATA: VBY, código ICAO: ESSV) está localizado a 3,5 km do centro da cidade de Visby, na ilha da Gotlândia, na Suécia.
A área do aeroporto está partilhada em separado pelo próprio aeroporto regional de Visby e pela base aérea F 17 Gotland, um destacamento do Esquadrão de Blekinge da Força Aérea da Suécia.
É o 12.o aeroporto da Suécia, com capacidade para receber 463,616 passageiros em 2016.